# Liste der Kulturgüter in Münchenstein
Die Liste der Kulturgüter in Münchenstein enthält alle Objekte in der Gemeinde Münchenstein im Kanton Basel-Landschaft, die gemäss der Haager Konvention zum Schutz von Kulturgut bei bewaffneten Konflikten, dem Bundesgesetz vom 20. Juni 2014 über den Schutz der Kulturgüter bei bewaffneten Konflikten sowie der Verordnung vom 29. Oktober 2014 über den Schutz der Kulturgüter bei bewaffneten Konflikten unter Schutz stehen.
Objekte der Kategorien A und B sind vollständig in der Liste enthalten, Objekte der Kategorie C fehlen zurzeit (Stand: 1. Januar 2023).

## Kulturgüter
| Foto |                                                                                          | Objekt | Kat. | Typ | Standort                                              | Beschreibung                                      |
| ---- | ---------------------------------------------------------------------------------------- | --- | ---- | --- | ----------------------------------------------------- | ------------------------------------------------- |
| ja   | Datei hochladen · Wikidata zu Bruckgut (Q992100)                                         | Bruckgut mit Park KGS-Nr.: 01475                                                                                  | A    | G   | Hauptstrasse 1 613638 / 263024                        |                                                   |
| ja   | Datei hochladen · Wikidata zu Villa Merian (Q2525445)                                    | Villa Merian, Wirtschaftsgebäude und Park, Orangerie, Mühle, ganzer Gebäudekomplex Unterbrüglingen KGS-Nr.: 01478 | A    | G   | Unterbrüglingen 1–9 613161 / 264946                   |                                                   |
| ja   | Datei hochladen · Wikidata zu Schaulager (Q666572)                                       | Schaulager (Sammlung) KGS-Nr.: 08594                                                                              | A    | S   | Ruchfeldstrasse 19 612952 / 264205                    |                                                   |
| ja   | Datei hochladen · Wikidata zu Gartenbad St. Jakob (Q19362775)                            | Gartenbad St. Jakob KGS-Nr.: 09033                                                                                | A    | G   | Grosse Allee 1a–h 613705 / 265482                     |                                                   |
| ja   | Datei hochladen · Wikidata zu Plakatsammlung der Schule für Gestaltung Basel (Q19362827) | Plakatsammlung der Schule für Gestaltung Basel KGS-Nr.: 17070                                                     | A    | S   | Freilagerplatz 6 612889 / 264613                      | Kantonsexterner Lagerort des Kantons Basel-Stadt. |
| ja   | Datei hochladen · Wikidata zu Hammerschmiede Neue Welt (Q1573819)                        | Hammerschmiede Neue Welt KGS-Nr.: 01479                                                                           | B    | G   | Teichweg 6 613541 / 264161                            |                                                   |
| ja   | Datei hochladen · Wikidata zu Siedlung Wasserhaus von Bernoulli (Q1270807)               | Siedlung Wasserhaus von Bernoulli KGS-Nr.: 01480                                                                  | B    | G   | Wasserhaus 1–120 613680 / 264001                      |                                                   |
| ja   | Datei hochladen · Wikidata zu Villa Ehinger (Q2525038)                                   | Villa Ehinger mit Park KGS-Nr.: 01481                                                                             | B    | G   | Baselstrasse 31 613362 / 264082                       |                                                   |
| ja   | Datei hochladen · Wikidata zu Haas’sche Schriftgiesserei (Q681836)                       | Haas’sche Schriftgiesserei KGS-Nr.: 12160                                                                         | B    | G   | Gutenbergstrasse 1 612980 / 262873                    |                                                   |
| ja   | Datei hochladen · Wikidata zu Evangelische-reformierte Pfarrkirche (Q29679109)           | Evangelisch-reformierte Kirche KGS-Nr.: 12161                                                                     | B    | G   | Kirchgasse 2 613776 / 262567                          |                                                   |
| ja   | Datei hochladen · Wikidata zu Ehemaliges Pfarrhaus (Q29679092)                           | Ehemaliges Pfarrhaus KGS-Nr.: 12162                                                                               | B    | G   | Hauptstrasse 19 613728 / 262507                       |                                                   |
| ja   | Datei hochladen · Wikidata zu Schloss Münchenstein (Q488281)                             | Schloss Münchenstein KGS-Nr.: 12163                                                                               | B    | F   | Schlossgasse 7 613780 / 262441                        |                                                   |
| ja   | Datei hochladen · Wikidata zu Primeo Energie Kosmos (Q1326599)                           | Elektrizitätsmuseum (Primeo Energie Kosmos) KGS-Nr.: 12314                                                        | B    | S   | Weidenstrasse 8 613486 / 262834                       |                                                   |
| ja   | Datei hochladen · Wikidata zu Gymnasium (Q29679124)                                      | Gymnasium KGS-Nr.: 14812                                                                                          | B    | G   | Baselstrasse 33 613430 / 264057                       |                                                   |
| ja   | Datei hochladen · Wikidata zu Gartenstadt Münchenstein (Q1494710)                        | Siedlung Gartenstadt mit fünf Wohnzeilen KGS-Nr.: 16378                                                           | B    | G   | Gartenstadt 2–20, 24–30, 32–40, 49–53 612609 / 263320 |                                                   |
| BW   | Datei hochladen · Wikidata zu Vorder Brüglingen (Q119274842)                             | Vorder Brüglingen KGS-Nr.: 16379                                                                                  |      |     | Vorder Brüglingen 4, 5 613250 / 265167                |                                                   |